# Миядзава, Такаси
Такаси Миядзава (яп. 宮澤崇史; род. 27 февраля 1978 в Нагано, Япония) — бывший японский профессиональный шоссейный велогонщик. Чемпион Азии 2007 года в шоссейной групповой гонке.

## Достижения
2006
1-й Тур Окинавы
1-й Этап 2 Тур Хоккайдо
1-й Этап 4 Тур Сиама
5-й Хаспенгау Пейл
7-й Кубок Японии
2007
Чемпионат Азии
1-й  Групповая гонка
1-й Тур Окинавы
1-й Этап 1 Тур Японии
Тур Сиама
1-й  Очковая классификация
2-й Круг Гечо
2-й Круг Оверэйссела
Чемпионат Японии
3-й  Групповая гонка
6-й Вуэльта Кастилии и Леона
6-й Тро-Бро Леон
8-й Гран-при Рена
9-й Классика Шатору
10-й Кубок Японии
2008
1-й  Тур Хоккайдо
Чемпионат Азии
3-й  Групповая гонка
3-й Тур Тайваня
6-й Гран-при Рена
2009
1-й  Тур Хоккайдо
1-й Пролог & Этап 4
Чемпионат Японии
2-й  Групповая гонка
4-й Круг Гечо
10-й Классика Шатору
2010
Чемпионат Японии
1-й  Групповая гонка
1-й Шоссейная гонка Кумамото
1-й Этап 2 Вуэльта Кастилии и Леона
Чемпионат Азии
2-й  Групповая гонка
Азиатские игры
2-й  Групповая гонка
2-й Тур Кумано
1-й Пролог
4-й Тур Тайваня
1-й  Очковая классификация
1-й Этапы 3 & 4
6-й Кубок Японии
7-й Тур Окинавы
2011
1-й Изегем Курсе
5-й Париж — Брюссель
6-й Гран-при Нобили Рубинеттери
2012
5-й Тур Пикардии
2013
5-й Гран-при Денена
2014
5-й Гран-при Изолы